# Tsiárta
Tsiárta är ett berg i Cypern.   Det ligger i distriktet Eparchía Páfou, i den västra delen av landet, 90 km väster om huvudstaden Nicosia. Toppen på Tsiárta är 613 meter över havet. Tsiárta ligger på ön Cypern.
Terrängen runt Tsiárta är huvudsakligen kuperad.Trakten runt Tsiárta är ganska glesbefolkad, med 25 invånare per kvadratkilometer. Närmaste större samhälle är Pafos, 7,9 km söder om Tsiárta. Trakten runt Tsiárta består till största delen av jordbruksmark.
Medelhavsklimat råder i trakten. Årsmedeltemperaturen i trakten är 22 °C. Den varmaste månaden är juli, då medeltemperaturen är 33 °C, och den kallaste är januari, med 11 °C. Genomsnittlig årsnederbörd är 572 millimeter. Den regnigaste månaden är januari, med i genomsnitt 123 mm nederbörd, och den torraste är augusti, med 2 mm nederbörd.